# NEC PC-9801
NEC PC-9801 – nie w pełni kompatybilna z przemysłowym standardem PC linia komputerów osobistych stworzona w 1982 w Japonii przez NEC Corporation na bazie rozwiązań IBM, skierowana wyłącznie na rynek japoński. NEC zaprzestał jej produkcji w 2000 roku.
Pierwszy model był architekturą 16-bitową z procesorem Intel 8086 taktowanym zegarem 5 MHz oraz 128 KB pamięci RAM. Dostarczany z kartami grafiki zdolnymi wyświetlać 8 kolorów w rozdzielczości 640x400 - co wyraźnie wyróżniało się osiągami w stosunku do ówczesnych PC.
Początkowo pomyślany jako rozwiązanie dla zastosowań przemysłowych i biurowych, w roku 1987 seria PC-9801 zajęła blisko 90% japońskiego rynku komputerów osobistych. Z czasem, wraz ze wzrostem mocy i docenieniem efektów graficznych i dźwiękowych przez użytkowników domowych (zwłaszcza graczy) stał się popularny także w niekomercyjnych zastosowaniach – debiutowała na nich np. seria Touhou Project.